# Estación de Vale de Figueira
La Estación Ferroviaria de Vale de Figueira, igualmente conocida como Estación de Vale da Figueira, es una plataforma de la línea del Norte, que sirve a la parroquia de Valle de Figueira, en el ayuntamiento de Santarém, en Portugal.

## Características

### Localización y accesos
Se encuentra en la localidad de Vale de Figueira, con acceso por la calle de la Estación.

### Descripción física
En enero de 2011, contaba con dos vías de circulación, con 1.209 y 1.633 metros de longitud; las plataformas tenían 152 y 184 metros de extensión, y 30 y 25 centímetros de altura.